# Dysdera imeretiensis
Dysdera imeretiensis är en spindelart som beskrevs av Tamara Mcheidze 1979. Dysdera imeretiensis ingår i släktet Dysdera och familjen ringögonspindlar. Inga underarter finns listade i Catalogue of Life.